# Matoba Chihiro
Chihiro Matoba (sinh ngày 26 tháng 2 năm 1980) là một cầu thủ bóng đá người Nhật Bản.

## Sự nghiệp câu lạc bộ
Chihiro Matoba đã từng chơi cho Mito HollyHock.